# Gordon (Nebraska)
Pour les articles homonymes, voir Gordon.
Gordon est une ville américaine située dans le comté de Sheridan au nord-ouest du Nebraska, et dont la population de la ville était en 2000 de 1.756 habitants. C’est la plus grande ville du comté.
Gordon possède son aéroport municipal (Gordon Municipal Airport, code AITA : GRN).